# 富来桥
富来桥位于中国安徽省黄山市休宁县万安镇上轮车村，是一座清代单孔石拱桥，东西走向，长13.1米，宽5.4米，高7米。红砂石桥面。2012年7月列为休宁县文物保护单位，现为黄山市文物保护单位。